# Morella pilulifera
Morella pilulifera là một loài thực vật có hoa trong họ Myricaceae. Loài này được (Rendle) Killick mô tả khoa học đầu tiên năm 1998.